# Zona horària de Corea

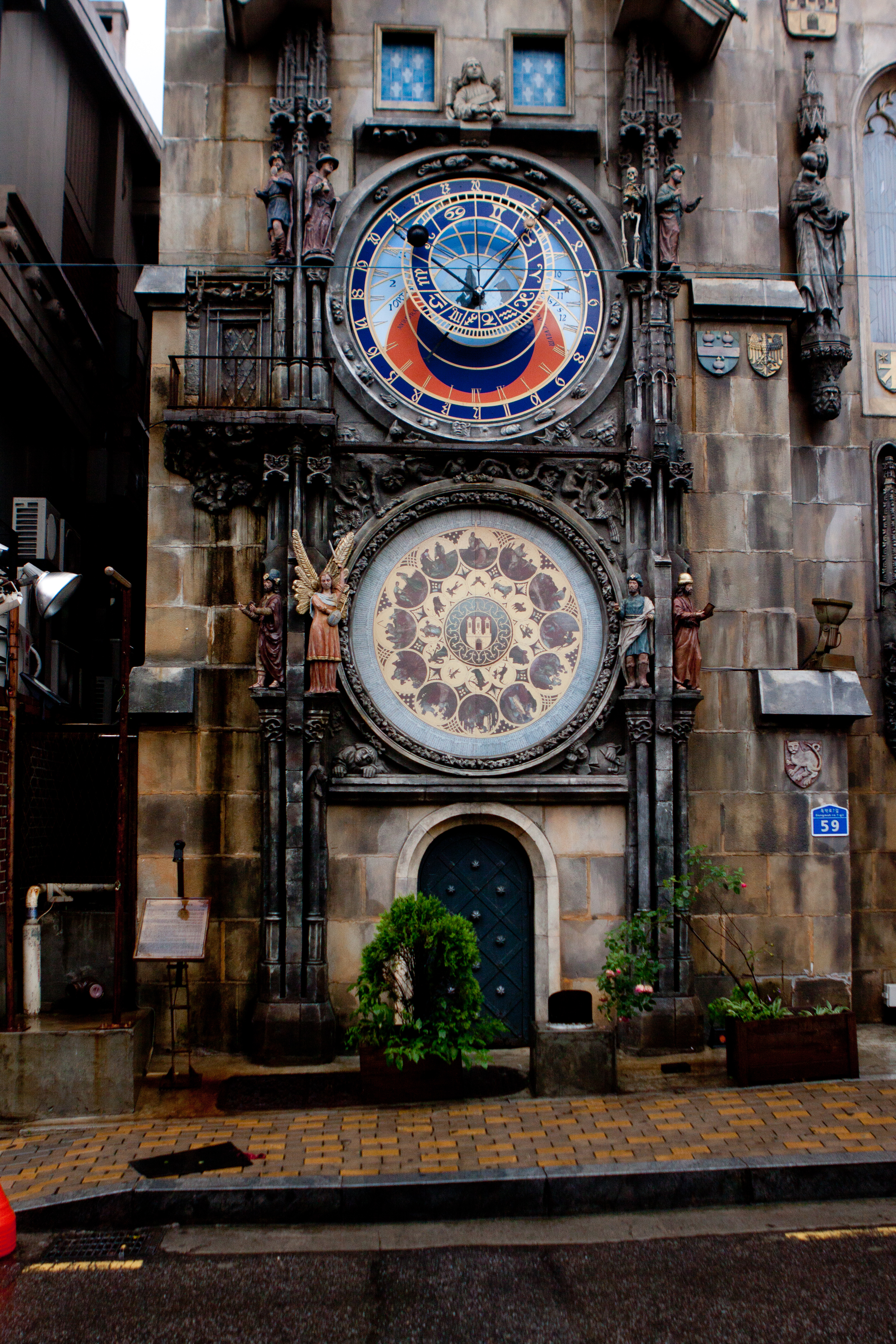
Rellotge. Corea del Sud

La Zona horària de Corea (hangul/Chosongul: 조선 표준시/한국 표준시; hanja: 朝鮮標準時/韓國標準時), a vegades també coneguda i abreujada com a KST, acrònim de «Korea Standard Time» en anglès, es correspon amb la zona horària estàndard de la República de Corea, anteriorment compartida amb la República Democràtica Popular de Corea fins al 15 d'agost de 2015 en la península coreana. Està avançada 9 hores respecte a UTC (UTC+09).
El fus horari estàndard de Corea és el mateix que el fus horari estàndard del Japó i que el fus horari de l'est d'Indonèsia i el fus horari de Yakutia, una ciutat de Rússia.

## Història
El 2 de novembre (2 d'octubre en Calendari lunar) de 1434 el Rei Sejong va determinar utilitzant un rellotge de sol de l'època, l'hora oficial, que corresponia a 8.5 hores per sobre de UTC, l'1 de gener de 1912 durant l'Ocupació Japonesa de Corea, es va determinar córrer el fus horari una hora més, per tal de poder-se adaptar a l'hora del Japó.
Des de 1948 fins a 1960 i des de 1987 fins a 1988 es va utilitzar l'horari d'estiu a Corea del Sud, per la qual cosa durant aquests períodes va haver-hi una hora de diferència entre el sud i el nord, però una vegada transcorreguts els Jocs Olímpics de Seül, el 1988, es va abolir aquest sistema.
A mitjans de 2015, a Corea del Nord es va anunciar la decisió de deixar d'utilitzar la Zona horària de Corea, per donar lloc a un nou fus horari anomenat «Hora de Pyongyang» des del 15 d'agost de 2015, aquesta mesura va ser aprovada per l'Assemblea Suprema del Poble i es basa en endarrerir els rellotges mitja hora.

## IANA
La base de dades de zona horària IANA conté una zona per a Corea del Sud a l'arxiu zone.tab, anomenada Àsia - Seül.